# 卡倫萊烏富河

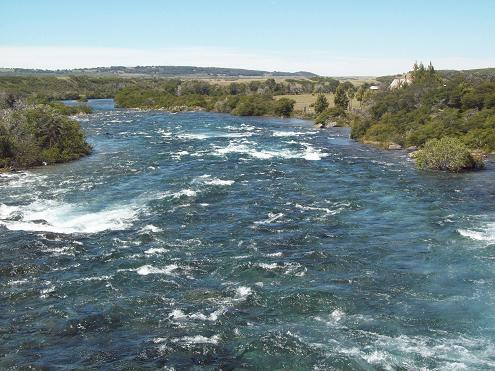
卡倫萊烏富河

卡倫萊烏富河（西班牙語：Río Carrenleufú）是南美洲的河流，位於巴塔哥尼亞地區，流經阿根廷和智利，河道全長240公里，流域面積12,887平方公里，最終注入太平洋。
43°53′55″S 71°25′28″W / 43.89861°S 71.42444°W